# Кривка (Смоленская область)
Кривка — деревня  в  Смоленской области России,  в Велижском районе. По состоянию на 2007 год постоянного населения не имеет.
Расположена в северо-западной части области  в 9,5 км к востоку от  Велижа, на берегу реки Чёрная, в 12 км к югу от границы с Псковской областью.
Входит в состав Селезнёвского сельского поселения.

## Известные уроженцы
- 4 июня 1902 года — Герой Советского Союза, гвардии подполковник, Скворцов К.Ф. Погиб 4 февраля 1945 года в Польше[2].
- 9 июля 1905 года — советский военный деятель, полковник Драбков Г.Ф.[3].